# Live at the Isle of Wight Festival 1970 (film)
Live at the Isle of Wight Festival 1970 je záznam vystoupení The Who z festivalu Isle of Wight v roce 1970. Ačkoliv se koncert odehrál 30. srpna 1970 ve dvě hodiny ráno, VHS bylo vydáno až v roce 1996. V tom samém roce byl vydán i audiozáznam koncertu na kompaktním disku. V roce 1998 byl film znovu vydán na DVD ve Spojených státech a v roce 2006 ve Spojeném království.

## Seznam skladeb
| Pořadí | Název                                         | Délka |
| ------ | --------------------------------------------- | ----- |
| 1.     | Heaven and Hell                               |       |
| 2.     | I Can't Explain                               |       |
| 3.     | Young Man Blues                               |       |
| 4.     | I Don't Even Know Myself                      |       |
| 5.     | Water                                         |       |
| 6.     | Shakin' All Over / Spoonful / Twist and Shout |       |
| 7.     | Summertime Blues                              |       |
| 8.     | My Generation                                 |       |
| 9.     | Magic Bus                                     |       |
| 10.    | Overture                                      |       |
| 11.    | It's a Boy                                    |       |
| 12.    | Eyesight to the Blind (The Hawker)            |       |
| 13.    | Christmas                                     |       |
| 14.    | The Acid Queen                                |       |
| 15.    | Pinball Wizard                                |       |
| 16.    | Do You Think It's Alright?                    |       |
| 17.    | Fiddle About                                  |       |
| 18.    | Go to the Mirror!                             |       |
| 19.    | Miracle Cure                                  |       |
| 20.    | I'm Free                                      |       |
| 21.    | We're Not Gonna Take It                       |       |
| 22.    | Tommy, Can You Hear Me?                       |       |